# Église Saint-Pierre de Villiers-au-Bouin
Pour les articles homonymes, voir Église Saint-Pierre.
L’église Saint-Pierre se situe dans la commune de Villiers-au-Bouin en Indre-et-Loire dans le Centre-Val de Loire. C'est une église paroissiale fondée au XIe siècle par Hugues III d'Alluye.

## Description
La nef de l’église date du XIe siècle, le clocher et les peintures murales sont du XVe siècle. Des rajouts ont été réalisés sur les époques de Louise de La Vallière (qui a donné son nom à Chateau-La-Vallière), par exemple ses armoiries. La chaire est datée de 1707.
La totalité de l'église est inscrite au titre des monuments historiques en 1994.

## Objets classés monuments historiques
Dans cette église, certains objets sont classés monuments historiques, les voici :
- Les chapiteaux du chœur
- la grille en fer forgé avec certaines parties dorées
- un tableau restauré du XVIIIe
- les statues en bois peint du XVIIIe
- les trois retables et le tabernacle du XVIIIe
- le blason des La Vallière des XVe et XVIe